# (1285) Julietta
Ne doit pas être confondu avec Juliette (lune).
(1285) Julietta est un astéroïde de la ceinture principale découvert par l'astronome belge Eugène Joseph Delporte le 21 août 1933 depuis l'observatoire royal de Belgique.
Il est nommé en l'honneur de la belle-fille du découvreur.
Il ne doit pas être confondu avec Juliette, satellite de la planète Uranus.